# Заполля (Толмачовське міське поселення)
Заполля (рос. Заполье) — присілок у Лузькому районі Ленінградської області Російської Федерації.
Населення становить 0 осіб. Належить до муніципального утворення Толмачовське міське поселення.

## Історія
Згідно із законом від 28 вересня 2004 року № 65-оз належить до муніципального утворення Толмачовське міське поселення.

## Населення
| 1838 | 1862 | 1997 | 2007 | 2010 |
| ---- | ---- | ---- | ---- | ---- |
| 73   | ↘20  | ↘0   | →0   | →0   |